# Carpinus purpurinervis
Carpinus purpurinervis ist ein kleiner Baum aus der Gattung der Hainbuchen (Carpinus) mit rötlich braunen, kahlen Zweigen und Blättern mit leicht rötlicher Blattaderung. Das natürliche Verbreitungsgebiet der Art liegt in China.

## Beschreibung
Carpinus purpurinervis ist ein bis zu 5 Meter hoher Baum mit dunkelgrauer Rinde. Die Zweige sind rötlich braun, kahl oder beinahe kahl. Die Laubblätter haben einen 5 bis 7 Millimeter langen, spärlich zottig behaarten Stiel. Die Blattspreite ist 2 bis 6 Zentimeter lang und 1 bis 1,7 Zentimeter breit, länglich-lanzettlich, lanzettlich oder schmal lanzettlich, zugespitzt, mit mehr oder weniger abgerundeter oder herzförmiger Basis und einem unregelmäßig manchmal doppelt stachelspitzig gesägten Blattrand. Es werden elf bis 13 leicht rötlich gefärbte Nervenpaare gebildet. Die Blattoberseite ist kahl, die Unterseite ist entlang der Blattadern spärlich zottig behaart.
Die weiblichen Blütenstände sind etwa 4 Zentimeter lang bei Durchmessern von 2,5 Zentimetern. Die rötliche Blütenstandsachse ist 2,5 Zentimeter lang, spärlich flaumhaarig oder verkahlend. Die Tragblätter sind beinahe kahl, etwa 1,5 Zentimeter lang, 0,7 Zentimeter breit, „halb-eiförmig“ mit zugespitztem oder beinahe stumpfem Ende. Der äußere Blattrand ist unregelmäßig gezähnt ohne basalem Lappen, der innere Teil ist ganzrandig mit eingerolltem basalem Blattöhrchen. Die Blätter haben vier oder fünf Blattadern erster Ordnung. Die netzartig angeordneten Blattadern sind hervorstehend. Als Früchte werden etwa 4 Millimeter lange und 3 Millimeter breite, breit eiförmige, gerippte, spärlich flaumhaarige, an der Spitze zottig behaarte Nüsschen gebildet, die manchmal Harzdrüsen haben. Carpinus purpurinervis blüht von Mai bis Juni, die Früchte reifen von Juli bis September.

## Vorkommen und Standortansprüche
Das natürliche Verbreitungsgebiet liegt in den chinesischen Provinzen Guangxi und Guizhou. Die Art wächst in lichten Wäldern oder Dickichten auf kalkhaltigen Böden in 600 bis 1000 Metern Höhe.

## Systematik
Carpinus purpurinervis ist eine Art aus der Gattung der Hainbuchen (Carpinus). Diese wird in der Familie der Birkengewächse (Betulaceae) der Unterfamilie der Haselnussgewächse (Coryloideae) zugeordnet. Die Art wurde 1964 von Hu Xiansu erstmals wissenschaftlich beschrieben. Der Gattungsname Carpinus stammt aus dem Lateinischen und wurde schon von den Römern für die Hainbuche verwendet.

## Nachweise